# 陰性尤度比

## 尤度比
尤度比（ゆうどひ）とは、尤度（検査における感度や特異度など）の比であり、比率として実数で表す。なお、尤度（なりやすさ、起こりやすさ）は確率であり、通常は比率として0～1で表すが、％として0％～100％で表す場合もある。
尤度比には、検査結果が陽性の場合の陽性尤度比と、検査結果が陰性の場合の陰性尤度比がある。

## 定義
陰性尤度比とは、検査が陰性だった場合の尤度の比であり、小さいほど（0に近いほど）除外診断に優れる（陰性適中率が高くなる）。
「陰性尤度比＝(1-感度)/特異度」で定義されるが、感度と特異度を％で表した場合は「陰性尤度比＝(100-感度)/特異度」となる。
陰性尤度比NLH、感度Se、特異度Spとすると
{\displaystyle NLH={\cfrac {1-Se}{Sp}}}
陰性尤度比は「偽陰性率/真陰性率」であり、これは「『有病者における陰性の尤度（＝1-感度）』の『無病者における陰性の尤度（＝特異度）』に対する比」であるため、「有病者が無病者よりも何倍陰性になりやすいか（有病者は陰性になりにくいため、通常は1以下の数値となる）」を表している。

## 利用法
検査が陰性だった場合、「陰性の事後オッズ＝事前オッズ×陰性尤度比」の関係がある。
なぜならば、「陰性の事後オッズ＝偽陰性者の数/真陰性者の数」であるから、感度Se、特異度Sp、有病率aとすると
{\displaystyle {\cfrac {(1-Se)\times a}{Sp\times (1-a)}}={\cfrac {a}{1-a}}\times {\cfrac {1-Se}{Sp}}}
となる。ここで、「事前オッズ＝有病者数/（全体数－有病者数）」であり、「陰性尤度比＝(100-感度)/特異度」であった。
陰性尤度比は通常は1以下（0～1）であり、疾患である事前オッズを検査により引き下げることができる割合となる。
0であれば検査によって疾患を完全に否定でき、完璧な除外診断（偽陰性率0＝0％，感度1＝100％，陰性適中率1＝100％）となる。
陰性尤度比を0にするには感度を1＝100％にする必要があり（特異度を1＝100％にしても、感度が0では陰性尤度比は1）、感度が高いほど除外診断に優れる検査となる。
「陰性の事後オッズ＝事前オッズ×陰性尤度比」を利用すれば、「オッズ＝確率/(1－確率）」の関係より、陰性の事後確率である陰性適中率（事前確率が有病率の場合、厳密には「1-陰性適中率」が事後確率）を比較的簡単に計算できる。
なお、事前確率は通常「有病率＝有病者数/全体数」そのものになる。
また、ある検査の陰性尤度比が分かっている場合に、事前確率（＝有病率）から陰性時の事後確率（＝1－陰性適中率）を算出するためのノモグラムという道具が存在する。